# Ceutorhynchus javetii
Ceutorhynchus javetii är en skalbaggsart som beskrevs av Ulrich Gerhardt 1867. Ceutorhynchus javetii ingår i släktet Ceutorhynchus, och familjen vivlar. Enligt den svenska rödlistan är arten nära hotad i Sverige. Arten förekommer i Götaland och Gotland. Artens livsmiljö är jordbrukslandskap, stadsmiljö.